# Taku Watanabe
Taku Watanabe (渡辺 卓, Watanabe Taku) est un footballeur japonais né le 9 novembre 1971.